# 刘英俊

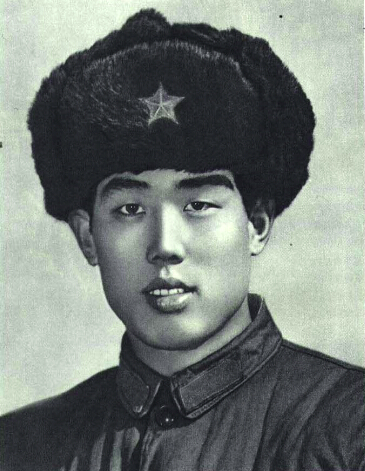
刘英俊

刘英俊（1945年—1966年3月15日），中國吉林长春人。中国人民解放军战士，为了拯救6名儿童，在攔下受驚的馬時受傷致死。他被誉为“雷锋式的好战士”、“毛主席的好战士”。

## 生平
1962年，刘英俊应征入伍。参军的第二年，毛泽东等党和国家领导人发出“向雷锋同志学习”的号召。刘英俊决心做一名雷锋式的好战士。他在连队任“业余修理员”，义务修理连队的桌椅、门窗。在医院住院，他也义务充当“劳动休养员”，帮重病号打水、端饭，帮医护人员打扫卫生。在出差途中，他充当“义务勤务员”，热心做好事。他还是部队驻地附近小学的“校外辅导员”，给同学们上政治课。
1966年3月15日，刘英俊所在炮连到佳木斯市郊训练。该连三辆炮车在驶近公路汽车站时减速，其中一辆炮车的辕马受惊，向人群猛跑。担任炮车驭手的刘英俊用身体拦住惊马，使炮车前的6名儿童获救，他自己则被压在翻倒的车底，因伤势过重经抢救无效而牺牲，牺牲时年仅21岁。
他牺牲后，其所在部队党委为他追记一等功，并追认他为中国共产党正式党员。中国人民解放军总政治部向全军发出“向刘英俊学习”的号召。

## 纪念
佳木斯市修建了刘英俊烈士陵墓。长春市革命烈士纪念馆中设有刘英俊烈士事迹陈列室。刘英俊原住址所在地被命名为“英俊社区”，即二道区八里堡街道英俊社区。
邮票
中国人民邮政1967年3月25日发行了编号“纪123”的《毛主席的好战士——刘英俊》纪念邮票一套6枚。